# Cromeria nilotica
Cromeria nilotica е вид лъчеперка от семейство Kneriidae. Видът не е застрашен от изчезване.

## Разпространение и местообитание
Разпространен е в Буркина Фасо, Гвинея, Етиопия, Камерун, Мали, Того, Чад и Южен Судан.
Обитава пясъчните дъна на сладководни басейни и реки.

## Описание
На дължина достигат до 2,9 cm.